# Филиппенко, Пётр Архипович
Пётр Архи́пович Филипенко (20 ноября 1919 — не ранее 2005) — передовик сельскохозяйственного производства, Герой Социалистического Труда.

## Биография
Место рождения: Сталинабадская область, Гиссарский район, к. Цэх.
С 12.01.1940 на службе в РККА (место призыва: Сталинабадский ГВК, Таджикская ССР, г. Сталинабад). Участник Великой Отечественной войны с 5.09.1941, зам. командира минометного отделения мотострелкового пулемётного батальона 2-й гвардейской краснознаменной танковой бригады. Тяжело ранен 14.01.1943 под Жиздрой.
Награждён орденом Отечественной войны 2-й степени, медалями «За отвагу», «За боевые заслуги», «За победу над Германией».
После войны работал в сельском хозяйстве. Тракторист совхоза «Сталинабадский» Министерства сельского хозяйства и заготовок СССР.
За внедрение комплексной механизации по возделыванию сельскохозяйственных культур и повышение урожайности награждён орденами Ленина, Трудового Красного Знамени, удостоен звания «Герой Социалистического Труда» (08.09.1953) .
В 2002 году жил в г. Кремёнки Калужской области.